# Isaías de Noronha
José Isaías de Noronha (Rio de Janeiro, 6 de julho de 1874 — Rio de Janeiro, 29 de janeiro de 1963) foi um militar da Marinha do Brasil.

## Vida
Filho do general de divisão Manuel Muniz de Noronha e de Zulmira Augusta Aguiar, era sobrinho de Júlio César de Noronha, ministro da Marinha de 1902 a 1906, e primo de Sílvio de Noronha, ministro da Marinha de 1946 a 1951.
Tendo alcançado a patente de almirante, José Isaías de Noronha foi um dos integrantes da junta governativa que governou o país quando da eclosão da Revolução de 1930, constituída assim que Washington Luís foi deposto e Júlio Prestes impedido de assumir.
Seu período de governo foi de 24 de outubro de 1930 a 3 de novembro de 1930, junto com Mena Barreto e Augusto Fragoso, compondo a Junta Governativa Provisória de 1930.
A Junta governativa assumiu o governo no dia 24 de outubro de 1930. Ainda naquele dia, a junta organizou um novo ministério, do qual faziam parte, entre outros, o general José Fernandes Leite de Castro (Ministério da Guerra), Isaías de Noronha (Ministério da Marinha) e Afrânio de Melo Franco (Ministério das Relações Exteriores). Com a situação na capital sob controle, a junta enviou o primeiro de uma série de telegramas a Getúlio Vargas, propondo a suspensão total das hostilidades em todo o país, mas nada adiantando sobre a transferência do poder aos chefes da revolução.